# تيموثي سوليفان (ملحن)
تيموثي سوليفان هو معلم موسيقى وملحن وعازف بيانو كندي، ولد في 16 ديسمبر 1954 في أوتاوا في كندا.